# Isodontia jaculator
Isodontia jaculator är en biart som först beskrevs av Frederick Smith 1860.
Isodontia jaculator ingår i släktet Isodontia och familjen grävsteklar. Inga underarter finns listade i Catalogue of Life.